# 帕福斯足球會
帕福斯足球會（Pafos FC）是一支位於塞浦路斯帕福斯的職業足球會，目前於塞浦路斯甲組足球聯賽角逐。